# Watt Pulse Communication
Pour les articles homonymes, voir WPC.

Watt Pulse Communication, ou WPC est une technologie CPL développée par la société française Watteco.

## Description
La puce électronique est catégorisée comme low-cost et low-power. En effet, la consommation électrique de la puce est inférieure à 10 mW. Sa taille est de moins de 2,5 cm2, sur une puce à 2 couches.

## Versions
Trois versions de WPC se déclinent comme suit :
- WPC-Modem : pour faible taux de données
- WPC-15.4 : combine les communications CPL et Zigbee dans une couche 802.15.4.
- WPC-IP : permet de communiquer avec du matériel IP via le protocole 6LoWPAN.